# Ballet Rambert

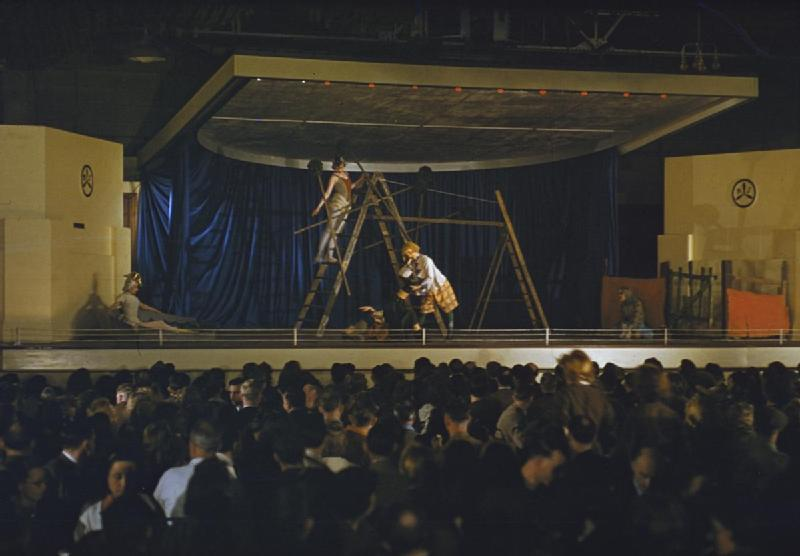
El Ballet Rambert visita una fábrica de aviones en Gran Bretaña. Los bailarines del Ballet Rambert, bajo los auspicios del CEMA (Consejo para el Fomento de la Música y las Artes), visitan una fábrica de aviones en las Midlands. La foto muestra: La hora del almuerzo en la cantina. Los trabajadores de la fábrica sentados en sus mesas viendo una producción de "Pedro y el lobo" en el escenario.

El Ballet Rambert, en la actualidad con el nombre de Rambert Dance Company, es una destacada compañía de danza británica, la más antigua de Gran Bretaña. Formada a principios del siglo XX como compañía de ballet clásico. Ejerció una gran influencia en el desarrollo de la danza en el Reino Unido, y hoy, como compañía de danza contemporánea, sigue siendo una de las más renombradas del mundo. Anteriormente fue conocida como Ballet Club y Ballet Rambert. 
Fue fundada en 1926 por Marie Rambert que tenía su sede habitual en el Teatro Mercury de Londres. 
En sus inicios fue una compañía de ballet itinerante que recorría el Reino Unido. Entre sus primeros estrenos, figura el ballet Pomona, una obra del compositor Constant Lambert, con coreografía de Frederick Ashton y escenografía de John Banting. Dirigió el estreno en el «New Cambridge Theatre», el 19 de octubre de 1930, el mismo Constant, siendo los bailarines solistas, Antón Dolin y Ana Ludmilla. 
En la década de 1940 abandonó el teatro Mercury y realizó un repertorio muy clásico. La competencia de las nuevas compañías hizo que Rambert fuera relanzado a mediados de la década de 1960 como compañía de danza contemporánea, y desde entonces se la considera una de las compañías punteras de danza del Reino Unido, empleando un número de bailarines mayor que ninguna otra compañía británica. Al igual que trabaja temas más clásicos, destaca por su moderno repertorio, con proyectos de los coreógrafos más prestigiosos.
Recorre Gran Bretaña todos los años, acompañados por su orquesta asociada, la London Musici, así como realiza giras internacionales por todo el mundo.
Algunos famosos miembros de la compañía fueron Frederick Ashton, Antony Tudor, Diana Gould, Maude Lloyd, Sally Gilmour, Beryl Goldwyn, Lucette Aldous, Christopher Bruce y Norman Morris.
El director artístico en 2007 es Mark Baldwin (antiguo bailarín de la compañía).
Christopher Bruce fue sucedido en 2002 por Mark Baldwin, al igual que su predecesor, un antiguo bailarín de la compañía que posteriormente había desarrollado una carrera como coreógrafo, y que en 2015 recibió una OBE en los Honores del Cumpleaños de la Reina de 2015. Fiel a la visión fundacional de la compañía, uno de los énfasis de la dirección de Baldwin fue encargar obras que fomentaran la colaboración con otras formas artísticas, especialmente la música y el diseño. Encargó obras a coreógrafos como Karole Armitage, Rafael Bonachela, Kim Brandstrup, Aletta Collins, Javier De Frutos, André Gingras, Shobana Jeyasingh y Ashley Page. Durante su mandato, Rambert ganó dos premios Olivier y el TMA Theatre Award for Achievement in Dance. La compañía también logró recaudar 19,6 millones de libras para crear una sede en el South Bank de Londres, que se inauguró en 2013. En la actualidad, Rambert cuenta con el programa de giras de mayor alcance de todas las compañías británicas de danza contemporánea, presentando nuevas obras a gran escala del más alto nivel a públicos de todo el Reino Unido, complementadas con una labor igualmente amplia de educación, divulgación y participación.

### Rambert School
Desde sus orígenes en la década de 1920 como una única organización, la Escuela y la Compañía Rambert se fueron convirtiendo gradualmente en entidades separadas. La Escuela estuvo dirigida durante varios años por Angela Ellis, hija de Marie Rambert, y tenía su sede en el Mercury Theatre.  En 1979, Ellis se jubiló y la Escuela Rambert se trasladó a un alojamiento temporal en The Place bajo la dirección de Brigitte Kelly. Ese mismo año se inauguró la recién creada Rambert Academy en el West London Institute of Higher Education, con Gary Sherwood como director y Christopher Bruce como asesor artístico.
La Escuela Rambert de The Place se dividió: una mitad se fue a lo que hoy es la Escuela Central de Ballet bajo la dirección de Christopher Gable, y la otra se movió a Twickenham. En 1984 las dos escuelas Rambert se fusionaron para convertirse en una (Ballet Rambert School).
Ross McKim asumió el cargo de Director en 1985, y la Escuela se convirtió en la Escuela Rambert de Ballet y Danza Contemporánea. En la década de 1990 estuvo vinculada a la Universidad de Brunel, pero en 2003, por razones artísticas, educativas y financieras, la Escuela Rambert se independizó. La Universidad vendió su campus de Richmond a promotores inmobiliarios en 2005, y la Escuela Rambert desarrolló su emplazamiento actual con el apoyo excepcionalmente generoso del Linbury Trust, entre otros. En 2005, la Universidad de Kent convalidó los títulos de Foundation Degree y BA (Hons), y la Rambert School se unió al Conservatoire for Dance and Drama, con lo que pasó a formar parte del sector de la enseñanza superior. El doble enfoque en ballet y danza contemporánea que comenzó en los años 70 se ha mantenido, concentrándose en la técnica y la exploración creativa, la Escuela Rambert produce artistas poderosos, expresivos y versátiles. La Escuela Rambert está encantada de haber recibido recientemente la confirmación de registro con la Oficina de Estudiantes para convertirse en un proveedor independiente de educación superior a partir del 1 de agosto de 2022.
En 2016, marcando el 90 aniversario de las primeras actuaciones de Rambert, 'La Creación' de Handel con coreografía de Mark Baldwin se presentó en Garsington Opera y Sadler's Wells con un elenco de 50 incluyendo todos los bailarines de la Compañía y 28 estudiantes de Rambert School. A partir de 2018, la compañía y la Escuela han colaborado en nuestro Programa MA, creando cohortes de Rambert2, que han recorrido el Reino Unido interpretando obras de Sharon Eyal, Rafael Bonachela y el director Artístico de Rambert, Benoit Swan Pouffer.